# DFB-Pokal der Frauen 1992-1993
La DFB-Pokal der Frauen 1992-1993 è stata la 13ª edizione della Coppa di Germania riservata alle squadre di calcio femminile. La finale si è svolta all'Olympiastadion di Berlino ed è stata vinta dal TSV Siegen, per la quinta volta nella sua storia, superando le avversarie del Grün-Weiß Brauweiler con il risultato di 6-5 ai calci di rigore.

## Primo Turno
Le gare si sono svolte il 9 agosto 1992.
| Squadra 1                 | Risultato | Squadra 2                   |
| ------------------------- | --------- | --------------------------- |
| SV Lorbeer Rothenburgsort | 4 - 0     | STV Lövenich                |
| BSV Müssen                | 0 – 1     | Rheine                      |
| Wittenseer SV             | 0 - 8     | Grün-Weiß Brauweiler        |
| SC Poppenbüttel           | 0 - 5     | KBC Duisburg                |
| Schmalfelder SV           | 3 - 1     | Jahn Delmenhorst            |
| Fortuna Magdeburg         | 0 - 3     | TeBe Berlino                |
| Turbine Potsdam           | 0 - 7     | Eintracht Wolfsburg         |
| SV Wolfenbüttel           | 0 - 6     | Fortuna Sachsenroß Hannover |
| FSV Viktoria Jägersburg   | 0 - 1     | TuS Ahrbach                 |
| SG Kirchhardt             | 1 – 15    | Niederkirchen               |
| SC Siegelbach             | 1 - 5     | Saarbrücken                 |
| SpVgg Landshut            | 0 - 10    | Sindelfingen                |
| SpVgg Hausen              | 0 - 2     | Praunheim                   |
| FC Grün-Weiß Erfurt       | 2 - 3     | TSV Ludwigsburg             |
| Crailsheim                | 1 - 0     | Klinge Seckach              |

## Secondo Turno
Le gare si sono svolte il 30 agosto 1992.
| Squadra 1                   | Risultato   | Squadra 2                 |
| --------------------------- | ----------- | ------------------------- |
| Eintracht Wolfsburg         | 2 - 1       | SSG Bergisch Gladbach     |
| KBC Duisburg                | 7 – 0       | DJK Preußen Borghorst     |
| Rheine                      | 9 - 0       | SV Lorbeer Rothenburgsort |
| GSV Moers                   | 0 - 8       | Grün-Weiß Brauweiler      |
| TSV Siegen                  | 15 - 1      | Hansa Rostock             |
| FC Neukölln Berlin          | 1 - 0       | Polizei SV Bremen         |
| Fortuna Sachsenroß Hannover | 8 - 1       | Jena                      |
| TeBe Berlino                | 1 - 0 (dts) | Schmalfelder SV           |
| Crailsheim                  | 0 - 6       | Niederkirchen             |
| FV Faurndau                 | 0 – 1       | SV Flörsheim              |
| TSV Ludwigsburg             | 2 - 1       | SpVgg Wiehre              |
| Bad Neuenahr                | 1 - 2       | Praunheim                 |
| Bayern Monaco               | 0 - 6       | TuS Ahrbach               |
| Sindelfingen                | 11 - 0      | Wismut Aue                |
| Saarbrücken                 | 3 - 0       | TSV Münchhausen           |
| LTA Dresden                 | 0 - 2       | FSV Francoforte           |

## Terzo Turno
Le gare si sono svolte tra il 29 novembre 1992.
| Squadra 1                   | Risultato       | Squadra 2       |
| --------------------------- | --------------- | --------------- |
| Niederkirchen               | 1 - 1(4-3 dtr)  | TuS Ahrbach     |
| Eintracht Wolfsburg         | 2 – 1           | TeBe Berlino    |
| FC Neukölln Berlin          | 0 - 3           | Praunheim       |
| Rheine                      | 0 - 0 (4-3 dtr) | Sindelfingen    |
| Grün-Weiß Brauweiler        | 3 - 0           | FSV Francoforte |
| TSV Siegen                  | 3 - 0           | TSV Ludwigsburg |
| Fortuna Sachsenroß Hannover | 1 - 3           | Saarbrücken     |
| KBC Duisburg                | 1 - 0 (dts)     | SV Flörsheim    |

## Quarti di finale
Le gare si sono svolte tra il 13 e il 20 dicembre 1992.
| Squadra 1           | Risultato      | Squadra 2            |
| ------------------- | -------------- | -------------------- |
| Praunheim           | 0 - 1          | TSV Siegen           |
| Niederkirchen       | 0 - 1          | Rheine               |
| Saarbrücken         | 2 - 4          | Grün-Weiß Brauweiler |
| Eintracht Wolfsburg | 1 - 1(5-4 dtr) | KBC Duisburg         |

## Semifinali
Le gare si sono svolte il 21 marzo al 20 maggio 1993.
| Squadra 1  | Risultato | Squadra 2            |
| ---------- | --------- | -------------------- |
| Rheine     | 1 - 4     | Grün-Weiß Brauweiler |
| TSV Siegen | 6 - 0     | Eintracht Wolfsburg  |

## Finale
| Arbitro: | Christine Frai (Brema) |

|                                                      |                      |                                                 |
| Fitschen 42’                                         | Marcatori            | 38’ Wiegmann                                    |
| Eutenauer Fitschen Unsleber Kubat Camper Czyganowski | Tiri di rigore 6 – 5 | Nagy Klein Staubitz Lovász-Anton Wiegmann Agócs |